# 제하후조전
제하후조전(諸夏侯曹傳)은 삼국지 위서(魏書) 제9권의 명칭이다. 위 무제 조조(맹덕)의 수하 중 가족 친적인 무장들을 칭하는 것으로, 오자양장에 들지 않은 하후돈, 하후연, 조인, 조홍 등의 전기가 실려있다. 조조의 부친인 조숭이 환관인 조등의 양자로 들어가서 조씨 성을 얻은 것이며, 원래는 하후 씨 가문으로 하후돈이나 조인이 모두 사촌간이다.

## 같이 보기
- 오호대장군
- 오자양장
- 강동십이호신
- 건안칠자
- 서원팔교위
- 십상시
- 수하팔부
- 관중십장